# ザ・ゴルフ・チャンネル
ゴルフ・チャンネル（Golf Channel、GC）は、ゴルフ専門チャンネル。

## 概要
アメリカ合衆国の大手MSO（ケーブルテレビ局統括会社）・コムキャストにより設立。共同設立者にはアーノルド・パーマーも名を連ねている。
アメリカ合衆国で1995年1月、「ザ・ゴルフ・チャンネル」（The Golf Channel）として放送開始。米国内では2008年、チャンネル名から定冠詞の「the」が取れている。
コムキャストによるNBCユニバーサル買収により、2011年、NBCのスポーツ番組制作部門であるNBCスポーツとゴルフチャンネルおよびVERSUS（現・NBCSN。コムキャストが所有していたスポーツ専門チャンネル）が統合。NBCのゴルフ番組は「Golf Channel on NBC」のブランド名が付けられている。また、NBCユニバーサルがアメリカ国内におけるオリンピックの放映権を独占的に保有しているため、オリンピック開催期間中は一部の競技中継を本チャンネルでも放映している。

## 日本での放送
- 日本では、1996年10月に日本ケーブルテレビジョン（JCTV）により放送開始。なお、CSアナログ放送としては最後に開局した（スカイポートTV・S-8ch）。
- スカパー!（現・スカパー!プレミアムサービス）、スカパー!e2（現・スカパー!）（委託放送事業者（現・衛星基幹放送事業者）はシーエス・ワンテン）、ケーブルテレビを通じて配信された。
- 2007年の全米プロゴルフ選手権は日本のCS放送では初めて独占生中継を行った。
- 2009年4月1日より、当チャンネルの事業者が三井物産の子会社でBSデジタル放送「TwellV」を運営するワールド・ハイビジョン・チャンネルに承継された。これによりTwellVへの番組供給も開始した（LPGAツアー中継についてはサイマル放送を実施する場合あり）。
- なお、米国Golf Channelが制作した番組（トーナメント中継）の一部は放映権の関係でライバル局のゴルフネットワークでも放送されている（画面右上にゴルフチャンネル、右下にゴルフネットワークのロゴが出る）。
- 2010、2011年のLPGAツアー（全米女子オープン、エビアン・マスターズ、全英女子オープン、ミズノクラシックの4試合を除く）の放映権を獲得した。
- 2010年10月1日、ひかりTVにてハイビジョン放送（チャンネル名は「ザ・ゴルフ・チャンネル（HD）」）を開始。
- 2011年11月22日、米国Golf Channelとゴルフネットワークを運営するジュピターゴルフネットワークは、ライセンス・配信契約を締結、2012年4月以降米国Golf Channelの番組はすべてゴルフネットワークで放送することになった[3]。そのため、ザ・ゴルフ・チャンネルは2012年3月末をもって放送終了した。これにより、日本国内のゴルフ専門チャンネルは『ゴルフネットワーク』に一本化された。
- 2016年12月31日、ゴルフネットワークとの提携を解消。これによりゴルフセントラルなどのゴルフ・チャンネル制作の番組は、ゴルフネットワークで放送されなくなった。ヨーロピアンツアー、PGAツアーなどのゴルフ・チャンネル制作番組の放送は、AbemaTVに継承された。しかし、2017年12月31日にAbemaTVでの放送を終了した[4]。
- その後、時期は不明だが、自社制作番組を中心にDAZNでの配信を実施している。

## 主な番組
- ゴルフセントラル
- プロとラウンドレッスン
- 井上透のコーチングLAB
- トーナメント中継
  - 欧州PGAツアー
  - LPGAツアー
  - ライダーカップ
- トーナメントH/L
- TGCアカデミー